# Лісовий Михайло Павлович
Лісовий Михайло Павлович (4 січня 1935, с. Коврай Другий Золотоніського району Полтавської області — 28 травня 2017) — український вчений, академік Національної Академії Аграрних Наук України, іноземний член Російської академії наук та Польської академії наук. Доктор біологічних наук. Лауреат Державної премії України в галузі науки і техніки (1992). Директор Інституту захисту рослин (1986).

## Біографія
Народився у с. Коврай Другий Золотоніського району Полтавської області. Закінчив Українську сільськогосподарську академію (1959). З 1961 року працює в Інституті захисту рослин.

## Наукова діяльність
Коло наукових інтересів академіка Лісового охоплює питання захисту рослин та їх імунітету. Він зробив значний внесок у розвиток імунології рослин, обґрунтувавши і створивши банки генів стійкості. Учений виконав фундаментальні дослідження структури патогенності збудників хвороб рослин і з'ясував причини втрати стійкості у рослин, розробив заходи попередження цієї втрати. На основі відповідних досліджень сформував банки генів вірулентності збудників хвороб. Михайло Павлович започаткував новий напрямок у науці — комп'ютерне моделювання створення комплексно стійких сортів рослин. Створив наукову школу імунологів рослин в Україні.
Учений є автором понад 250 наукових праць, авторських свідоцтв і патентів, монографій.